# Cláudio (Minas Gerais)
Cláudio é um município brasileiro do estado de Minas Gerais. Localiza-se a uma latitude 20º26'36" sul e a uma longitude 44º45'57" oeste, estando a uma altitude de 832 metros. De acordo com o censo realizado em 2022 sua população era de 30 159 habitantes. 
Segundo o Tribunal Superior Eleitoral, em junho de 2011 registram-se em Cláudio 18.436 eleitores . A cidade também é conhecida por ser a "cidade dos apelidos", pois a maioria de seus habitantes possui algum apelido. Possui uma área de 632,12 km².
A cidade ganhou projeção nacional em julho de 2014, após reportagem da Folha de S.Paulo denunciar que um aeroporto na cidade, localizado em fazenda de um parente de Aécio Neves, foi reformado em sua gestão como governador. Para a obra, foi alocada verba estadual de 14 milhões de reais. 
O então candidato confirmou a reforma e o uso do aeroporto, contudo, negou qualquer irregularidade na obra e desapropriação do terreno. O jornal informou ainda que a família de Múcio Guimarães Tolentino, tio-avô de Aécio e ex-prefeito do município, guardava as chaves do portão do aeroporto, sendo que para pousar ali, era preciso pedir autorização aos filhos de Múcio.

## História
Consta que a descoberta de um ribeirão por um escravo chamado Cláudio que deu a alcunha ao "Ribeirão do Cláudio". Com o passar do tempo o nome Cláudio ficou associado a esta região, vindo mais tarde a ser a denominação do município.

### Emancipação
Em 8 de junho de 1858, cria-se o Distrito de Aparecida do Cláudio, pela Lei Provincial nº 913 (e Lei Estadual nº 2, de 14 de setembro de 1891). Em 30 de agosto de 1911, o distrito torna-se vila desmembrando-se de Oliveira, Lei Estadual nº 556, sendo instalada em 1 de junho de 1912. Em 7 de setembro de 1923, a vila  passa a se chamar Cláudio - Lei   Estadual nº 843 - elevando-se a categoria de cidade em 10 de setembro de 1925, pela  Lei Estadual nº 893 .

## Demografia

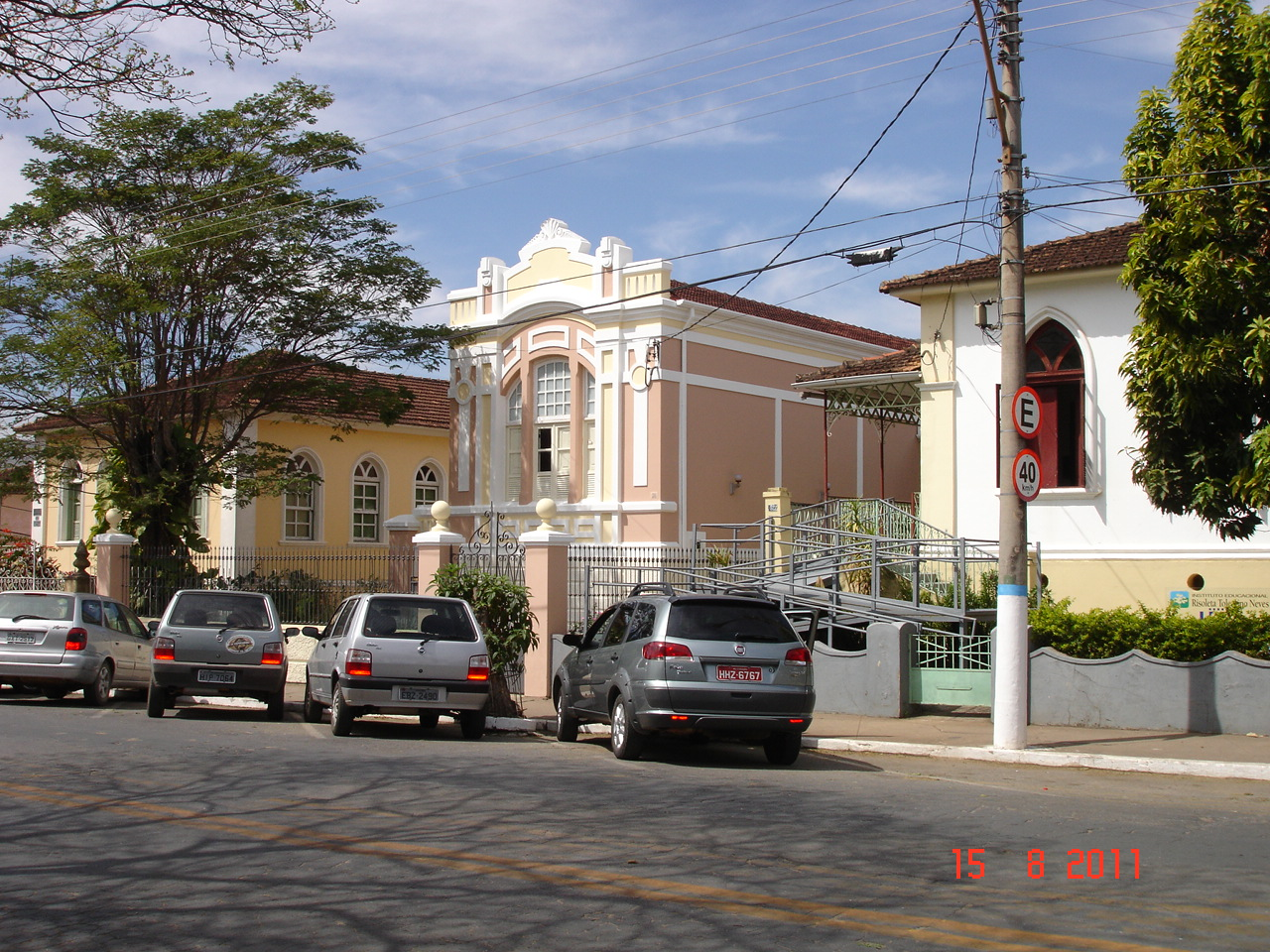
Centro da Cidade

Segundo o censo 2010 do IBGE, o município contava com 25.636 habitantes, sendo que em 2000 a população era de 22.522; representando um aumento de quase 14% em uma década.

## Economia
Cláudio é um município de pequeno porte econômico, porém  apresentou um bom crescimento ao longo da primeira década de 2000, sendo que a variação da renda entre 2000 e 2010 foi de 76%, conforme indicado pelo mapa da miséria e da desigualdade econômica no Brasil .
Devido a fertilidade do solo e suporte técnico, a produção cafeeira no município vem se destacando como um forte componente econômico. Há ainda um conjunto de cerca de 60 indústrias que integram o Parque Industrial Paulino Prado.  A cidade  é também  conhecida por seu  grande pólo de fundições e metalúrgica, um dos maiores do Brasil. Destacam-se a produção de móveis em alumínio, peças de ferro fundido e outros. O município conta com uma Cooperativa de Crédito e 6 agências bancárias: Banco do Brasil, Caixa Econômica Federal, Itaú, ING, Bradesco .

### Arrecadação

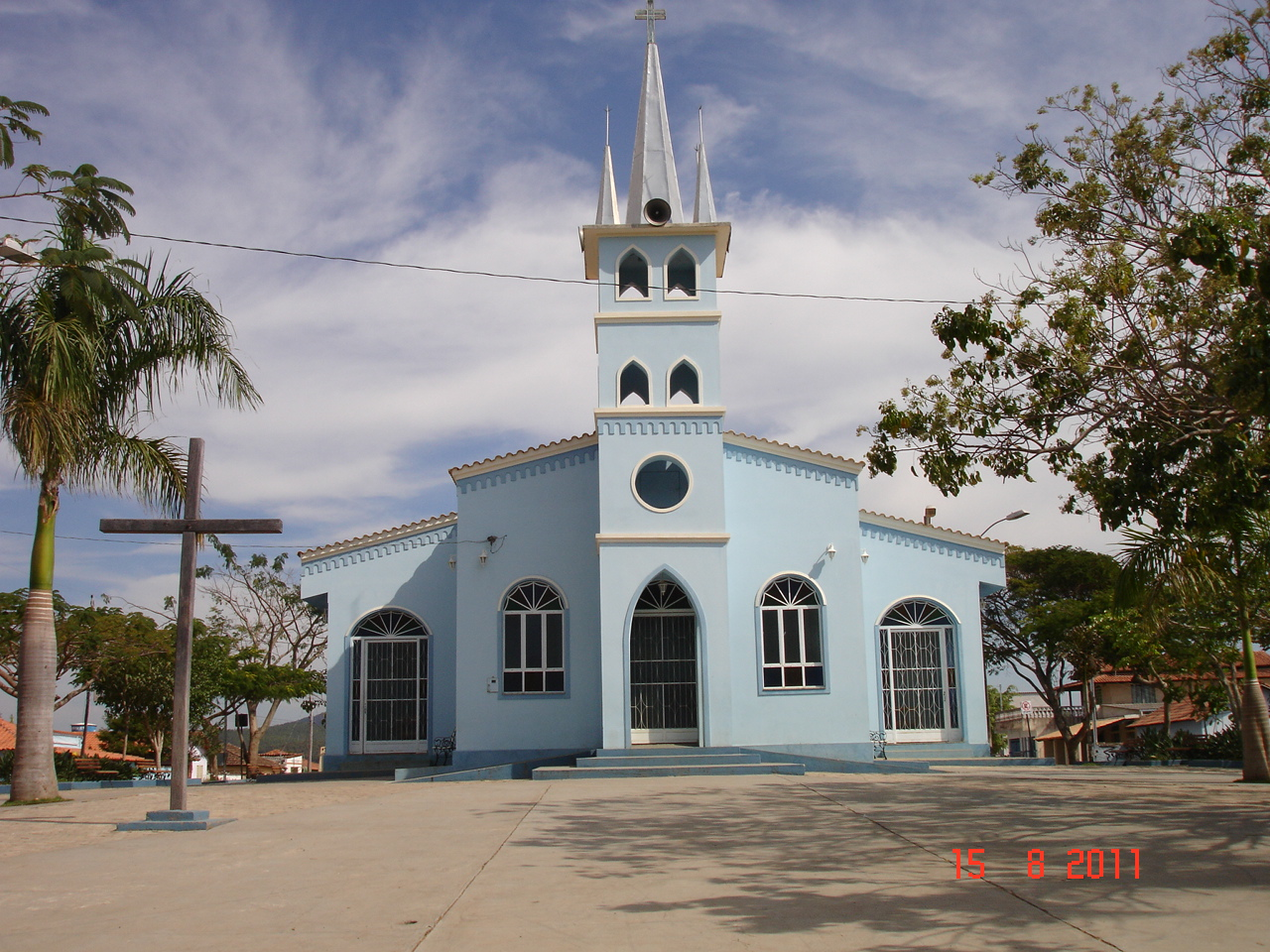
Comunidade de Corumbá

A arrecadação estadual acumulada  relativa ao ICMS no município até o mês de junho de 2011 totalizou  R$ 8.203.278,34, sendo de R$ 1.401.441,85 apenas no mês de junho de 2011. A arrecadação de ICMS e outras receitas, acumulado até junho de 2011, totalizou  R$ 14.355.707,12.
No município de Cláudio, a arrecadação relativo ao IPVA   em 2011 somou  R$ 102.215,78, sendo que o município conta com 11.559 veículos em junho de 2011 dos quais 5.965 são automóveis, 719 caminhões, 879 caminhonetes e 3.041 motocicletas, dentre outros . 

### Indicadores socioeconômicos
| PIB (2008)                            | Composição do PIB (2008)               | Composição do PIB (2008)            | Composição do PIB (2008)            | Composição do PIB (2008)                      |
| PIB (2008)                            | Valor adicionado bruto da agropecuária | Valor adicionado bruto da indústria | Valor adicionado bruto dos serviços | Impostos sobre produtos líquidos de subsídios |
| ------------------------------------- | -------------------------------------- | ----------------------------------- | ----------------------------------- | --------------------------------------------- |
| R$ 259,87 milhões                     | R$ 25,19 milhões                       | R$ 61,30 milhões                    | R$ 144,64 milhões                   | R$ 28,74 milhões                              |
| Renda per capita, valor mensal (2010) | Variação da renda (2000-2010)          | Pessoas vivendo na miséria (2010)   | Domicílios na miséria (2010)        | Desigualdade econômica (2010)                 |
| R$ 639,46                             | 76%                                    | 144                                 | 0%                                  | 21%                                           |
| 1. 2. 3.                              |                                        |                                     |                                     |                                               |

## Turismo
O município faz parte do circuito turístico Grutas e Mar de Minas.